# ۲۶ آوریل
۲۶ آوریل صد و شانزدهمین (در سال‌های کبیسه صد و هفدهمین) روز سال در گاه‌شماری میلادی است. ۲۴۹ روز تا پایان سال باقی‌است.

## رویدادها
- ۱۷۵۵ - نخستین دانشگاه روسیه در مسکو تأسیس شد.
- ۱۹۲۱ - نخستین سفیر شوروی در ایران وارد تهران شد.
- ۱۹۲۹ - برای نخستین بار فاصله انگلستان تا هندوستان با هواپیما و بدون توقف طی شد.
- ۱۹۳۳- گشتاپو در آلمان تأسیس شد.
- ۱۹۳۷ - جنگ داخلی اسپانیا: بمباران گرنیکا توسط لوفت‌وافه
- ۱۹۵۹- کوبا علیه پاناما اعلام جنگ کرد.
- ۱۹۶۴- با اتحاد تانگانیکا و زنگبار کشور تانزانیا تشکیل شد.
- ۱۹۷۰ - بیش از دویست هزار آمریکایی مخالف جنگ ویتنام در شهر هفتصد هزار نفری واشینگتن راهپیمایی کردند.
- ۱۹۷۲ -مالت صاحب قانون اساسی شد.
- ۱۹۷۸ - کودتای نظامی مارکسیستی در افغانستان
- ۱۹۷۸ -فرانسه علیه چاد اعلام جنگ کرد.
- ۱۹۸۶ - واقعه حادثه اتمی چرنوبیل بزرگ‌ترین حادثه اتمی جهان در اوکراین (شوروی وقت) رخ داد.
- ۱۹۸۹- در اثر مرگبارین تورنادو تاریخ جهان در بنگلادش مرکزی بیش ۱۳۰۰ تن کشته ۱۲ هزار تن زخمی و ۸۰ هزار نفر بی خانمان شدند.
- ۱۹۹۴- در اثر سانحه در پرواز ۱۴۰ خطوط هوایی چین در فرودگاه ناگویای ژاپن ۲۶۴ تن از ۲۷۱ تن سرنشین هواپیما کشته شدند.
- ۲۰۰۳-  جمهوری خلق کره  رسماً اعلام کرد دارای سلاح هسته‌ای است.
- ۲۰۰۵- در اثر فشارهای بین‌المللی سوریه ۱۴ هزار نیروی خود را از لبنان خارج کرد تا به ۲۹ سال تسلط نظامی به این کشور پایان دهد.
- ۲۰۲۵- انفجار اسکله شهید رجایی، بندر عباس، ایران.[۱]

## زادروزها
- ۱۷۹۱ - ساموئل مورس، مخترع تلگراف
- ۱۸۸۳ - سلوا سلامه، روزنامه‌نگار، آموزگار، نویسنده و شاعر سوری.[۲]
- ۱۹۳۳ - آرنو آلان پنزیاس، فیزیک‌دان آمریکایی

## درگذشت‌ها
- ۱۸۹۲ - والت ویتمن، شاعر آمریکایی
- ۱۹۴۰ - کارل بوش، شیمی‌دان آلمانی
- ۱۹۸۸ - والری لگاسف، فیزیک‌دان اهل شوروی